# أثر استيعاب

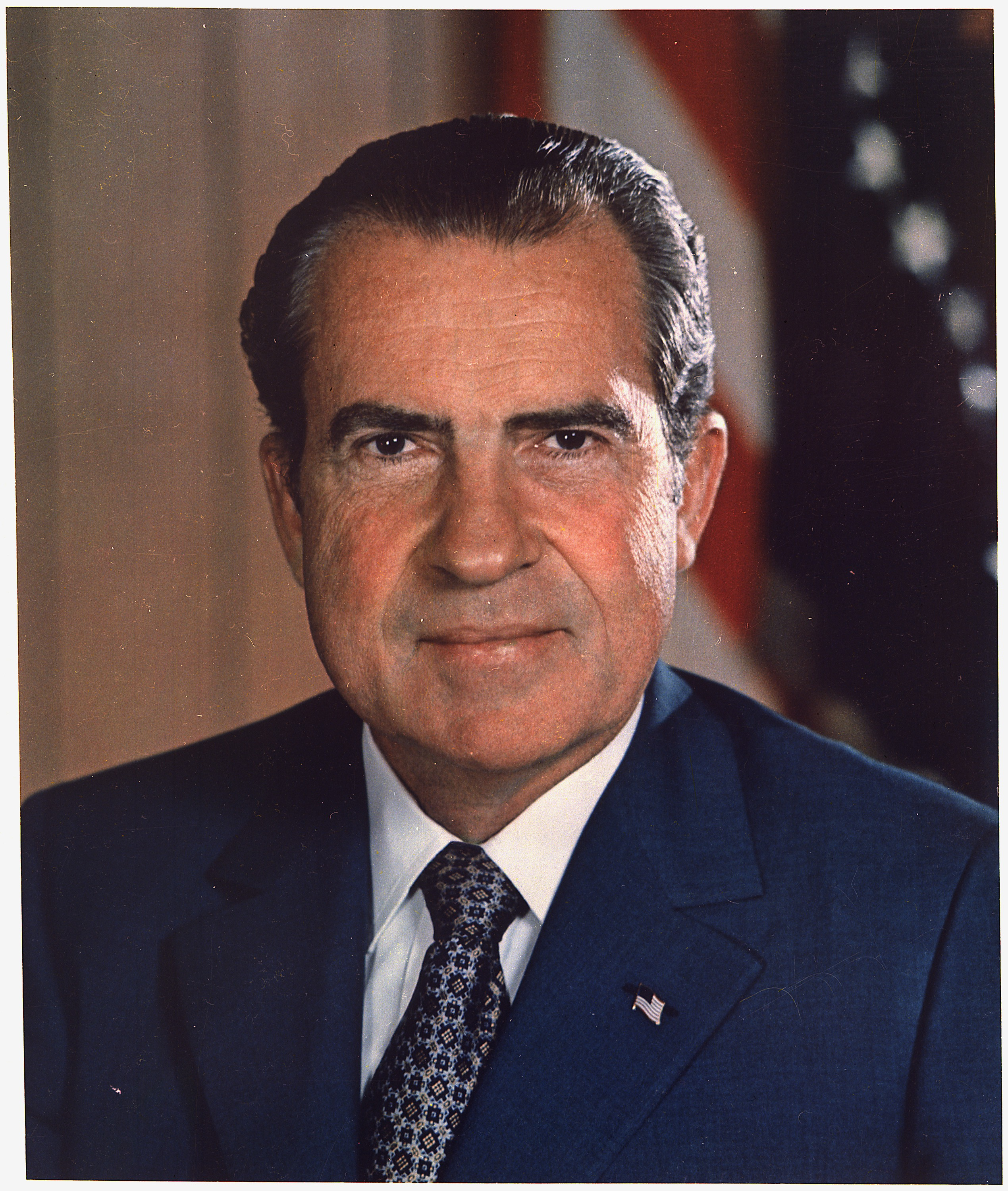

أثر الاستيعاب هو انحياز تشيع ملاحظته في الأحكام التقييمية تجاه وضع مثير سياقي. وعندما يظهر أثر استيعابي؛ فإن الأحكام والمعلومات السياقية تعتبر مرتبطة إيجابيًا؛ فعلى سبيل المثال يؤدي المثير السياقي الإيجابي إلى حكم إيجابي، بينما يؤدي المثير السياقي السلبي إلى حكم سلبي. وتختلف الآثار الاستيعابية عن آثار التباين حيث تتم ملاحظة وجود ترابط سلبي بين الأحكام والمعلومات السياقية.

## العناصر التي تحدد الآثار الاستيعابية
يرجح ظهور الآثار الاستيعابية عندما يكون المثير السياقي والمثير الهدف لهما خصائص شديدة التقارب. وقد لاحظ هير شيرمان وفازيو (1983) في تجاربهم حول الانطباع الأولي حدوث الآثار الاستيعابية عند تكوين الأفراد لانطباع أولي نتيجة التعرض لمثيرات سياقية معتدلة. وكلما كانت المثيرات السياقية محددة أو مكثفة مقارنة بالمثير الهدف؛ زادت إمكانية حدوث آثار تباينية.
ومع ذلك فكل هذا مجرد احتمالات يمكن أن تعمل كمؤشرات لحدوث الآثار الاستيعابية. وبناء على طريقة تصنيف المرء للمعلومات؛ يمكن أيضًا حدوث الآثار التباينية. ويعتبر نموذج التضمن/الاستبعاد الذي وضعه نوربرت شوارتز وهربرت بليس. نموذجًا أكثر تحديدًا للتنبؤ بالآثار الاستيعابية والتباينية في تصنيف المعلومات.

## نموذج التضمين/الاستبعاد
إن نموذج التضمين/الاستبعاد للآثار الاستيعابية والتباينية يوضح الآلية التي يحدث الاستيعاب والتباين  من خلالها. فيفترض النموذج أنه في الأحكام التقييمية المعتمدة على سمات مثير هدف ينبغي على الأفراد القيام بعملتي تمثيل عقلي: تمثيل للمثير الهدف وأحد معايير المقارنة لتقييم المثير الهدف. وبالتركيز على اعتمادية السياق فإن تأويلات عمليات التمثيل العقلي هذه من المعلومات الممكن الوصول إليها (على سبيل المثال المعلومات التي تصل إلى العقل في اللحظة المحددة وتجذب الانتباه) تؤدي إلى إما إلى آثار استيعابية أو تباينية. فعند استعمال المعلومات التي يمكن الوصول إليها لبناء تمثيل الهدف؛ يؤدي ذلك لحدوث آثار استيعابية، بينما تؤدي المعلومات التي يمكن الوصول إليها التي تراكمت في التمثيل العقلي لمعيار المقارنة إلى آثار تباينية.
وقد قام شوارتز وبليس في بحثهما حول إدراك موثوقية السياسيين، ومن خلال الاعتماد على الاستشهاد،  باختبار تكوّن أو عدم تكون الانطباع الأولي لدى الأفراد الخاضعين للتجربة من خلال السياسيين كثيري الفضائح (على سبيل المثال ريتشارد نيكسون). وبناء على ذلك عندما سألوا عن تقييم موثوقية السياسيين بوجه عام فإن الأفراد الخاضعين لحالة تكوّن الانطباع الأولي قيموا السياسيين بوجه عام بأنهم غير جديرين بالثقة أكثر من الأفراد الذين لم يتعرضوا لحالة تكوين انطباع أولي. وهذا يبرهن على تضمين السياسيين كثيري الفضائح في التمثيل العقلي لمثير الهدف ويصور حدوث أثر استيعابي. لقد أدت المعلومات التي يمكن الوصول إليها حول فضائح السياسيين إلى تقييم أقل لمصداقية السياسيين بصفة عامة، أو بعبارة أخرى تضمنتها عملية التمثيل العقلي لمثير الهدف.
وفي المقابل فإن هذا التضمين بعد تكوين الانطباع الأولي لم يستمر عندما سئل الأفراد الخاضعون للتجربة عن موثوقية سياسيين محددين آخرين. ففي هذه الحالة أدى تكوّن الانطباع إلى تقييم إيجابي أكثر لموثوقية السياسيين مقارنة بحالة عدم تكون الانطباع. وهذا يبرهن على الأثر التبايني نتيجة استبعاد المعلومات التي يمكن الوصول إليها من عملية التمثيل العقلي للمثير (على سبيل المثال ريتشارد نيكسون ليس نويت جينجريتش ولهذا تأسس في التمثيل العقلي لمعيار المقارنة.
وبناء على ذلك فإن نفس المعلومات التي يمكن الوصول إليها يمكن أن تؤدي إلى آثار استيعابية أو تباينية اعتمادًا على طريقة تصنيفها.

## أمثلة على الآثار الاستيعابية
تظهر الآثار الاستيعابية في العديد من مجالات الوعي الاجتماعي؛ على سبيل المثال في مجال عمليات الحكم أو في المقارنة الاجتماعية.
فعندما يجري الباحثون استطلاعات توجهية، فضلاً عن تصميم الاستبيانات، فينبغي أن يراعوا عمليات إصدار الأحكام والآثار الاستيعابية الناتجة. يمكن أن تظهر الآثار الاستيعابية (مثل الآثار التباينية) خلال توالي أسئلة الاستبيان. كما أن الأسئلة التي تم طرحها مسبقًا يمكن أن تؤثر على الأسئلة التالية الأكثر شمولية:
لاحظ كثير من الباحثين وجود الآثار الاستيعابية عند التحكم المتعمد في ترتيب الأسئلة المحددة والعامة. فعندما سألوا المشاركين في أول الأمر عن مدى سعادتهم بزواجهم أو مدى رضاهم بعلاقاتهم (سؤال محدد يقود بدور مثير سياقي معتدل)، ثم سئل المشاركون على التوالي عن مدى سعادتهم بحياتهم بصفة عامة (سؤال عام) اكتشف الباحثون حدوث الآثار الاستيعابية. فالسؤال المحدد حول سعادتهم بزواجهم أو رضاهم بعلاقاتهم أدى إلى معلومات محددة يمكن الوصول إليها، وتلك تُضمنت لاحقًا كتمثيل لسؤال عام تالٍ كمثير هدف. ومن ثمّ، فمع مرور الوقت كان المشاركون سعداء بزواجهم وراضين بعلاقاتهم، وذكروا أيضًا أنهم أكثر سعادة بحياتهم بصورة عامة. وعلى نحو مما سبق، عندما كان المشاركون غير سعداء بزواجهم وغير راضين عن علاقاتهم، أشاروا أيضًا إلى أنهم غير سعداء بحياتهم بصفة عامة. وهذا الأثر لا يحدث عند طرح السؤال العام في المقام الأول.
يظهر المصطلح الأثر الاستيعابي في مجال أبحاث المقارنة الاجتماعية أيضًا. واستكمالاً للتعريف السابق؛ فإن المصطلح يصف أثر القرب النفسي الذي يمكن الشعور به في جانب المحيطات الاجتماعية التي تؤثر في تمثيل النفس القائم ومعرفة الذات.